# Bernard-Henri Lévy
Bernard-Henri Lévy (Béni Saf, 5 novembre 1948) è un filosofo, giornalista, saggista e regista francese, noto in Francia anche con la sigla BHL, dalle iniziali del suo nome.

## Biografia
Lévy è nato a Béni Saf, in Algeria, il 5 novembre 1948, da una famiglia ebraica algerina. La sua famiglia si trasferì a Parigi alcuni mesi dopo la sua nascita. Suo padre, André Lévy, fu il multimiliardario fondatore di una famosa impresa di legname (la Becob).
Dopo aver frequentato il Lycée Louis-le-Grand a Parigi, BHL nel 1968 si iscrive alla rinomata quanto selettiva École Normale Supérieure, dove si laurea in filosofia. I suoi professori sono alcuni tra più importanti intellettuali e filosofi francesi, basti ricordare Jacques Derrida e Louis Althusser. Lévy è anche un giornalista, cominciando la sua carriera come cronista di guerra per il Combat, il giornale fondato in clandestinità da Albert Camus durante l'occupazione nazista della Francia. Nel 1971 Lévy lascia la Francia per recarsi in India, quindi in Bangladesh dove segue con attenzione la guerra d'indipendenza dell'allora Pakistan Orientale. Sarà quest'esperienza che lo porterà a scrivere il suo primo libro, Bangla-Desh, Nationalisme dans la révolution, pubblicato nel 1973.
Tornato a Parigi, diventa famoso come il giovane fondatore della scuola della nouvelle philosophie (Nuova filosofia), corrente animata da un gruppo di giovani intellettuali che esprimono il rifiuto delle dottrine comuniste e socialiste che animano i tumulti del maggio francese, muovendo un'agguerrita ed inflessibile critica morale. In contrasto anche con le fortissime idee conservatrici abbracciate da alcuni intellettuali statunitensi, sia Lévy che i Nuovi Filosofi rifiutano l'ideologia capitalista. Durante gli anni settanta tiene un corso di epistemologia presso l'Università di Strasburgo e filosofia all'École Normale Supérieure. Nel 1977, durante la trasmissione televisiva Apostrophes, Lévy viene presentato ufficialmente, accanto ad André Glucksmann, come un nouveau philosophe. Nello stesso anno pubblica La barbarie à visage humain, sostenendo la corruzione del marxismo.
Nel 1981 pubblica L'Idéologie française, probabilmente il suo lavoro più influente.
Nel 1993 entra a far parte del consiglio di sorveglianza dell'emittente franco-tedesca Arte. 
Due anni più tardi, fonda a Gerusalemme, con Benny Lévy e Alain Finkielkraut, l'Istituto di Studi Levinassiani, in onore del filosofo ebreo Emmanuel Lévinas.
Personaggio mediatico e controverso in Francia, la sua visita pubblica a Bengasi fu considerata di fondamentale importanza per il sostegno del presidente Nicolas Sarkozy all'intervento militare dell'ONU nella guerra civile libica del 2011. Nel luglio 2020 ha firmato un reportage per il The Wall Street Journal in merito alle fosse comuni di civili sepolti a Tarhouna, in Libia, che sarebbero stati uccisi dal generale Khalifa Haftar.
Scrive inoltre per il quotidiano La Repubblica e per il settimanale Paris Match.

## Procedimenti giudiziari
Nel 2004 raggiunge una fortuna stimata intorno ai 150 milioni di euro, che include sette società immobiliari e finanziarie, e che derivava principalmente dall'eredità famigliare dei genitori e da investimenti parzialmente opachi nel mercato azionario. Quattro anni prima, la Commission des opérations de bourse, l'organismo di controllo della borsa francese, lo accusò del reato di abuso di informazioni privilegiate dal quale fu poi completamente scagionato.

### Processo in contumacia in Tunisia
Il 12 aprile 2024, in un'inchiesta chiusa in Tunisia, Bernard-Henri Lévy è stato accusato, con diversi oppositori del regime e giornalisti locali, di presunta "cospirazione", comprendente intrattenere rapporti con il lobbista Kamel Eltaïef ed essere intervenuto per impedire la produzione di fosfato in Tunisia a vantaggio di altri paesi della regione. Bernard-Henri Lévy è accusato anche dal governo e dalla magistratura della Tunisia per reati politici: aver "propagato l'ideologia massonica" attraverso organizzazioni caritatevoli e personalità tunisine incriminate in questa vicenda, aver lavorato per normalizzare le relazioni tra Tunisia e Israele, e di essere un "membro del Mossad", i servizi segreti israeliani; il gip tunisino ha ritenuto di avere elementi sufficienti per avviare il procedimento. Nel procedimento, definito processo farsa, che vede imputati 40 oppositori politici del governo, Lévy è stato condannato in contumacia a 33 anni di reclusione per "cospirazione contro il governo e il presidente".

## Vita privata

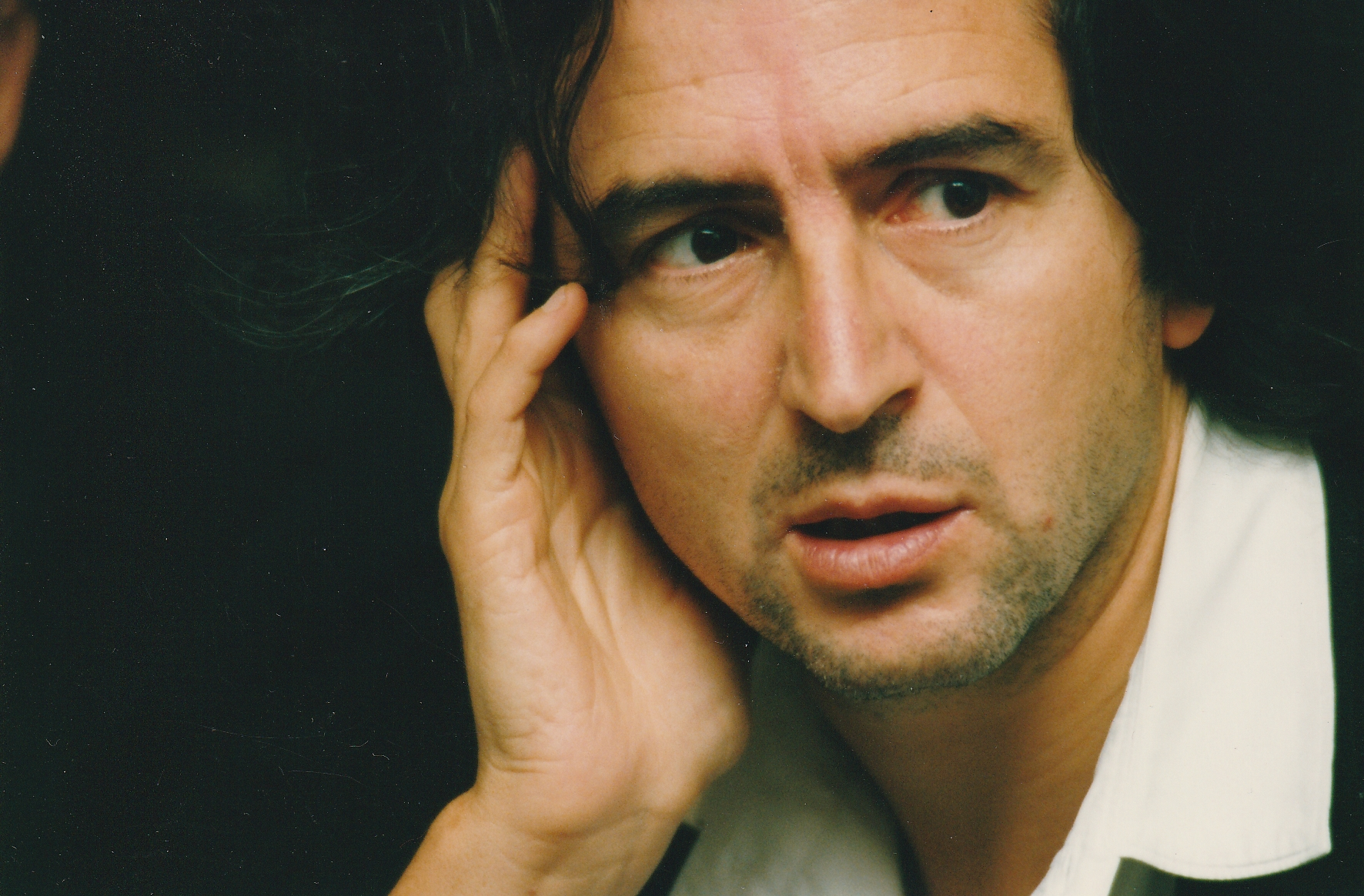
Lévy nel 1992

Lévy è sposato in terze nozze con l'attrice francese Arielle Dombasle. Sua figlia Justine Lévy, avuta dal primo matrimonio con Isabelle Doutreluigne, è una scrittrice di best seller, nonché ex moglie di Raphaël Enthoven (filosofo e amico di famiglia dei Lévy, ex compagno di Carla Bruni, la futura moglie di Nicolas Sarkozy per cui Enthoven lasciò la figlia di Lévy). BHL ha avuto anche un figlio, Antonin-Balthazar Lévy, dalla sua seconda moglie Sylvie Bouscasse. È membro del comitato editoriale dell'editore Grasset, e dirige la rivista La règle du Jeu ("La regola del Gioco"). Scrive, inoltre, settimanalmente una colonna per il periodico Le Point. Ha presieduto il consiglio di sorveglianza del canale televisivo culturale franco-tedesco La Sept-Arte.
Dopo la morte di suo padre André, nel 1995, Bernard-Henri dirige l'azienda paterna, la Becob, fino alla sua vendita nel 1997, per 750 milioni di franchi, all'imprenditore francese François Pinault. Nel 2017, vende per sei milioni di euro la sua abitazione a Tangeri, in Marocco, lamentandosi di possedere un eccessivo numero di case.

## Filosofia
Bernard-Henri Lévy è il massimo rappresentante della nouvelle philosophie, fondata con altri intellettuali negli anni settanta. La gran parte dei "nuovi filosofi" francesi partì dal background del marxismo e del maoismo del Sessantotto, specie di area esistenzialista (Jean-Paul Sartre, Simone de Beauvoir), ripudiando poi le due ideologie comuniste come un sistema totalitario, ma oppose una netta critica di base umanistica anche al capitalismo, al conservatorismo e alla destra nazionalista, sia "vecchia" sia "nuova".
Altri importanti modelli di ispirazione di Lévy e dei "nuovi filosofi" furono Michel Foucault, l'illuminismo, il post-strutturalismo, Friedrich Nietzsche, Martin Heidegger, Emmanuel Lévinas e Albert Camus. Invece la visione meramente politica di Lévy, negli anni successivi, è ispirata principalmente ad Alexis de Tocqueville e altri filosofi liberali come Karl Popper. Religiosamente, Lévy si considera "orgogliosamente ebreo", ma ebreo «modesto e secolare», oltre che agnostico.

### L'affaire Botul
Bernard-Henri Lévy è stato criticato e preso di mira per aver citato il personaggio letterario di Jean-Baptiste Botul (un falso filosofo semi-sconosciuto del XX secolo, inventato da Frédéric Pagès, che scrive libri come ghost-writer a suo nome, tra cui il famoso La vita sessuale di Kant) credendo fosse reale, tratto in inganno da alcuni libri e articoli satirici; Lévy lo cita come studioso di Kant nelle note alla bibliografia del libro De la guerre en philosophie (Sulla guerra in filosofia), del febbraio 2010.

## Vedute politiche

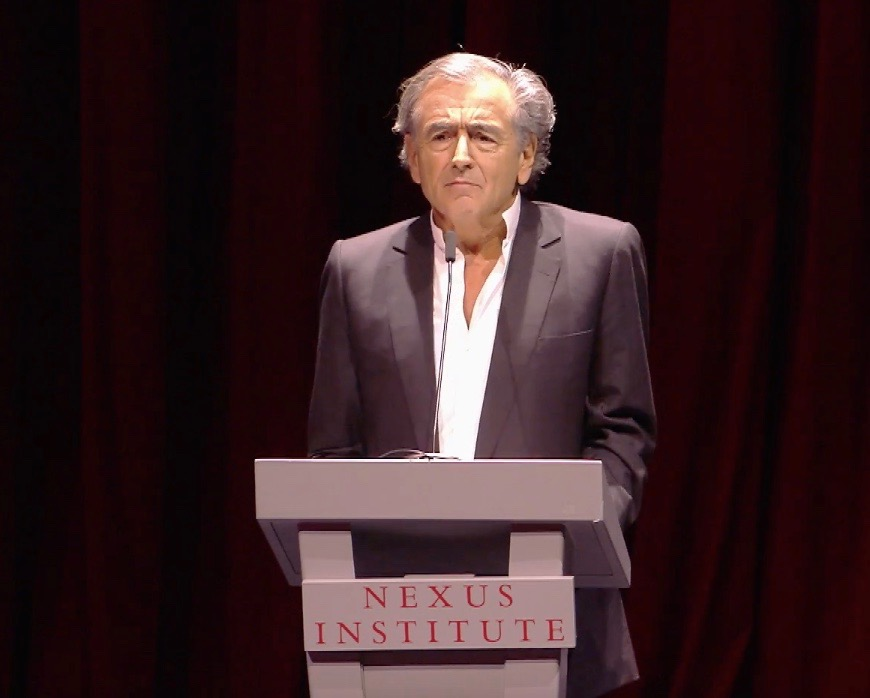
Bernard Henri Lévy nel 2019

Nel 1985, firma una petizione a favore dell'armamento, da parte degli Stati Uniti, dei Contras, i gruppi paramilitari controrivoluzionari e anticomunisti attivi in Nicaragua durante la guerra contro il governo sandinista sostenuta da Ronald Reagan. Lévy, amico di Nicolas Sarkozy dal 1983, ne ha però preso le distanze dal 2007 in poi, riavvicinandosi nel 2011. Ha inoltre sostenuto anche il Partito Socialista. Nel 2014 ha dichiarato di apprezzare il premier italiano Matteo Renzi.
Il filosofo si dichiara un difensore dei diritti umani, ed è inoltre molto critico nei confronti di dittature, regimi autoritari come quello di Vladimir Putin; si è schierato a favore dell'Ucraina nel conflitto scoppiato nel 2014 con i filorussi e poi nel 2022; all'Ucraina ha dedicato una serie di documentari: Pourquoi l'Ukraine (2022), Slava Ukraini (2023), L'Ukraine au cœur (2023), Our War (2025).
Si oppone all'islamismo; ha difeso le caricature di Maometto sullo Jyllands-Posten e quelle di Charlie Hebdo, firmato il manifesto Insieme contro il nuovo totalitarismo, essendo anche un difensore dello Stato d'Israele e un deciso avversario dell'antisemitismo. Lévy ha anche portato alla ribalta il caso dell'iraniana Sakineh Mohammadi Ashtiani, non senza ricevere critiche di strumentalizzazione della vicenda a fini politici.
Ha anche difeso Pio XII e Benedetto XVI dagli attacchi diretti loro dalla comunità ebraica, criticando poi l'anticattolicesimo di alcuni ambienti.

## Polemiche
Nel 2009 ha difeso il regista franco-polacco Roman Polański, arrestato in Svizzera e a rischio di estradizione verso gli Stati Uniti, dove era ricercato dietro un'accusa di "rapporto sessuale illecito" (prima stupro, poi derubricata ad atto consensuale) con una modella minorenne di 13 anni e 11 mesi, Samantha Geimer, fatto avvenuto nel 1977. Lévy sottolineava il tanto tempo trascorso e affermava la necessità di una prescrizione, visto anche il perdono pubblico concesso al regista dalla vittima stessa e le tante traversie subite da Polański, sopravvissuto alle persecuzioni naziste e vittima di un tragico omicidio familiare negli anni sessanta. Lévy firmò anche una petizione in favore di Polański, che infine fu rilasciato.
In un caso analogo di scandalo sessuale, nel 2011 ha difeso pubblicamente il politico Dominique Strauss-Kahn (esponente del Partito socialista ed ex Presidente del Fondo Monetario Internazionale), arrestato a New York con l'accusa di violenza sessuale, e in seguito prosciolto e rilasciato.
Nel 2010, Lévy ha avuto un acceso scambio dialettico col filosofo Michel Onfray (di alcune delle cui opere era stato editore, in passato, oltre che curatore di collane editoriali in cui erano presenti opere di Onfray), quando quest'ultimo ha attaccato Sigmund Freud nel saggio Crepuscolo di un idolo. L'affabulazione freudiana, a cui è seguita una dura e sarcastica risposta dello stesso Onfray, in cui chiama Lévy "Gran Timoniere di Saint-Germain-des-Prés" e ricorda il suo errore sulla citazione bibliografica di Botul, seguita a sua volta da una nuova risposta di Lévy.

## Opere
- Bangla Desh, Nationalisme dans la révolution, 1973. - riedito col titolo Les Indes rouges.
- La barbarie dal volto umano, trad. S. Eccher, Collana Saggi n.53, Marsilio, Venezia, 1977, pp. 142.
- Il testamento di Dio, trad. di Emilia Cerutti, Franco Baldini, Lenio Rizzo, Collana «Bordi» n.3, SugarCo, Milano, 1979, pp. 302.
- L'ideologia francese, Collana L'alingua, Spirali, Milano, 1981, pp. 280.
- Questions de principe I, 1983.
- Il diavolo in testa, De Agostini, Novara, 1985; Introduzione di Enrico Groppali, Collana Oscar, Mondadori, 1990.
- Impressions d'Asie, 1985.
- Questioni di principio (Questions de principe II, 1986), Spirali, 1987.
- Elogio degli intellettuali, Spirali, Milano, 1988.
- Gli ultimi giorni di Charles Baudelaire. Romanzo, De Agostini, Novara, 1989, pp. 354.
- Questions de principe III, la suite dans les idées, 1990.
- Frank Stella, les années 80, 1990.
- Les Aventures de la liberté, une histoire subjective des intellectuels, 1991.
- César, celui qui était trop gai, 1991.
- Le Jugement dernier, 1992.
- Questions de principe IV, Idées fixes, 1992.
- Piero della Francesca. Piet Mondrian, a cura di Carmine Benincasa, Milano, Spirali, 1992.
- Le avventure della libertà. Dall'affare Dreyfus a Louis Althusser: storia degli intellettuali francesi, Milano, Rizzoli, ottobre 1992,  p. 371.
- Bernard Henri-Levy - Françoise Giroud, Gli uomini e le donne, Rizzoli, Milano, 1994.
- La Pureté dangereuse, 1994.
- Questions de principe V, Blocs-notes, 1995.
- Le Lys et la cendre, 1996.
- Comédie, 1997.
- Questions de principe VI, con Salman Rushdie, 1998.
- Il secolo di Sartre. L'uomo, il pensiero, l'impegno (Le Siècle de Sartre, 2000), traduzione di R. Salvadori, Milano, Il Saggiatore, 2004, ISBN 978-88-428-0924-1.
- Questions de principe VII, Mémoire vive, 2001.
- I dannati della guerra. Riflessioni sulla guerra, il male e la fine della Storia, traduzione di Roberto Salvadori, Collana La Cultura n.556, Milano, Il Saggiatore, 2002,  p. 284, ISBN 978-88-428-1024-7.
- Chi ha ucciso Daniel Pearl?, Rizzoli, Milano, 2003, pp. 445, ISBN 978-88-179-9508-5.
- Questions de principe VIII, Jours de colère, 2004.
- Questions de principe IX, Récidives, 2004.
- American vertigo, traduzione di C. Latini, Collana Saggi stranieri, Milano, Rizzoli, 2007,  p. 405, ISBN 978-88-170-1195-2.
- Questions de principe X, Ici et ailleurs, 2007.
- Ce grand cadavre à la renverse, 2007.
- La Mémoire, l'Oubli, Solitude d'Israël, 2007. [dibattito con Benny Lévy e Alain Finkielkraut tenuto a Gerusalemme]
- Bernard Henri-Levy-Michel Houellebecq, Nemici pubblici, Milano, Bompiani, 2009. [epistolario tra i due scrittori]
- De la guerre en philosophie, 2010.
- Autour de Camus, 2010. [tavola rotonda con Jean Daniel e Michel Onfray]
- Questions de principe XI, Pièces d'identité, 2010.
- La Guerre sans l'aimer, Paris, Grasset, 2011.
- Questions de principe XII, Debut de siécle, 2013.
- Les Aventures de la vérité. Peinture et philosophie, un récit, Paris, Grasset, 2013.
- Hotel Europa. Dramma. Con il testo francese a fronte, traduzione di S. Prencipe, Venezia, Marsilio, 2014, ISBN 978-88-317-1998-8.
- L'Esprit du judaïsme, Paris, Grasset, 2016.
- Questions de principe XIII, Qui a peur du XXIle siècle?, 2017.
- L'Empire et les cinq rois, Paris, Grasset, 2018.
- Looking for Europe. Cercare l'Europa. Contro il montare dei populismi, Collana Le onde n.46, Milano, La nave di Teseo, 2019, ISBN 978-88-934-4890-1.
- Il virus che rende folli (Ce virus qui rend fou, 2020), traduzione di Anna Maria Lorusso, Collana Le onde, Milano, La Nave di Teseo, 2020, ISBN 978-88-346-0407-6.
- Sulla strada degli uomini senza nome (Sur la route des hommes sans nom, 2021), traduzione di Alberto Pezzotta, Collana Oceani, Milano, La Nave di Teseo, 2021, ISBN 978-88-346-0885-2.
- Dunque, la guerra!, traduzione di Sergio Arecco, Collana Oceani n.197, Milano, La nave di Teseo, 2023, ISBN 978-88-346-1400-6.
- Solitudine di Israele (Solitude d'Israël, 2024), traduzione di Raffaella Patriarca, Collana Le onde n.138, Milano, La nave di Teseo, 2024, ISBN 978-88-346-1910-0.
- Nuit Blanche, Paris, Grasset, 2025.

## Filmografia
- Aurélien di Michel Favart, 1978, attore[32]
- Tornare per rivivere di Claude Lelouch, 1985, attore
- Bosnia, 1994, documentario, regista
- Le jour et la nuit, 1997, regista, co-produttore e sceneggiatore
- Serbie, année zéro di Goran Markovic, 2001, documentario, attore
- Ma mère, di Christophe Honoré, 2004, produttore
- Demopazzia di Francesco Vezzoli, 2007, cortometraggio, co-sceneggiatore con F. Vezzoli
- American Vertigo di Michko Netchak, 2007, documentario, soggettista
- Bernard-Henri Lévy, La Déraison Dans L'Histoire, di Éric Dahan, 2008, sceneggiatore e attore
- Le serment de Tobrouk, 2012, documentario, regista
- Peshmerga, documentario, regista, 2016
- La Bataille de Mossoul, documentario, regista, 2017
- Une Autre Idée du Monde, documentario, regista, 2021
- Pourquoi l'Ukraine, documentario, regista, 2022
- Slava Ukraini, documentario, regista, 2023
- L'Ukraine au cœur, documentario, regista, 2023
- Our War, documentario, regista, 2025